# Anago
Anago (穴 子, o ア ナ ゴ) è la parola giapponese per un tipo di grongo (Conger myriaster) usata in Italia in riferimento al suo impiego nelle preparazioni culinarie tipiche del Giappone. L'anago spesso è cotto a fuoco lento (sushi) o fritto (tempura).

## Caratteristiche e preparazione
Spesso confuso con l'unagi rispetto a questo ha una consistenza molto morbida e meno grassa, e un gusto più dolce, ma leggermente meno ricco.
I giapponesi raramente mangiano sushi di unagi preferendo mangiare il sushi di anago che è invece molto popolare e importante.
Esistono due tipi di stili di preparazione per questo scopo: alla griglia o lo stile bollente.
Quest'ultimo consiste nell’aprire i gronghi in due longitudinalmente e nel rimuovere la lisca. Poi, facendo bollire le teste in acqua, viene preparato il dashi nuovo, una sorta di brodo. L'anago viene bollito nella salsa ottenuta mescolando il dashi appena ottenuto, la salsa di soia, del sakè e dello zucchero. Ogni volta che si prepara l'anago, alla nuova salsa viene aggiunta della salsa di Anago riutilizzata poiché le essenze di anago fluiscono nella salsa durante l'ebollizione. Questo fa sì che più viene usata la salsa riciclata, migliore è il suo gusto (viene ari usata anche per più di un anno). Il pesce viene fatto bollire circa 10 minuti con salsa mista vecchia e nuova..
Se preparato in tempura,  viene fritto secondo i dettami di quello stile di cucina.

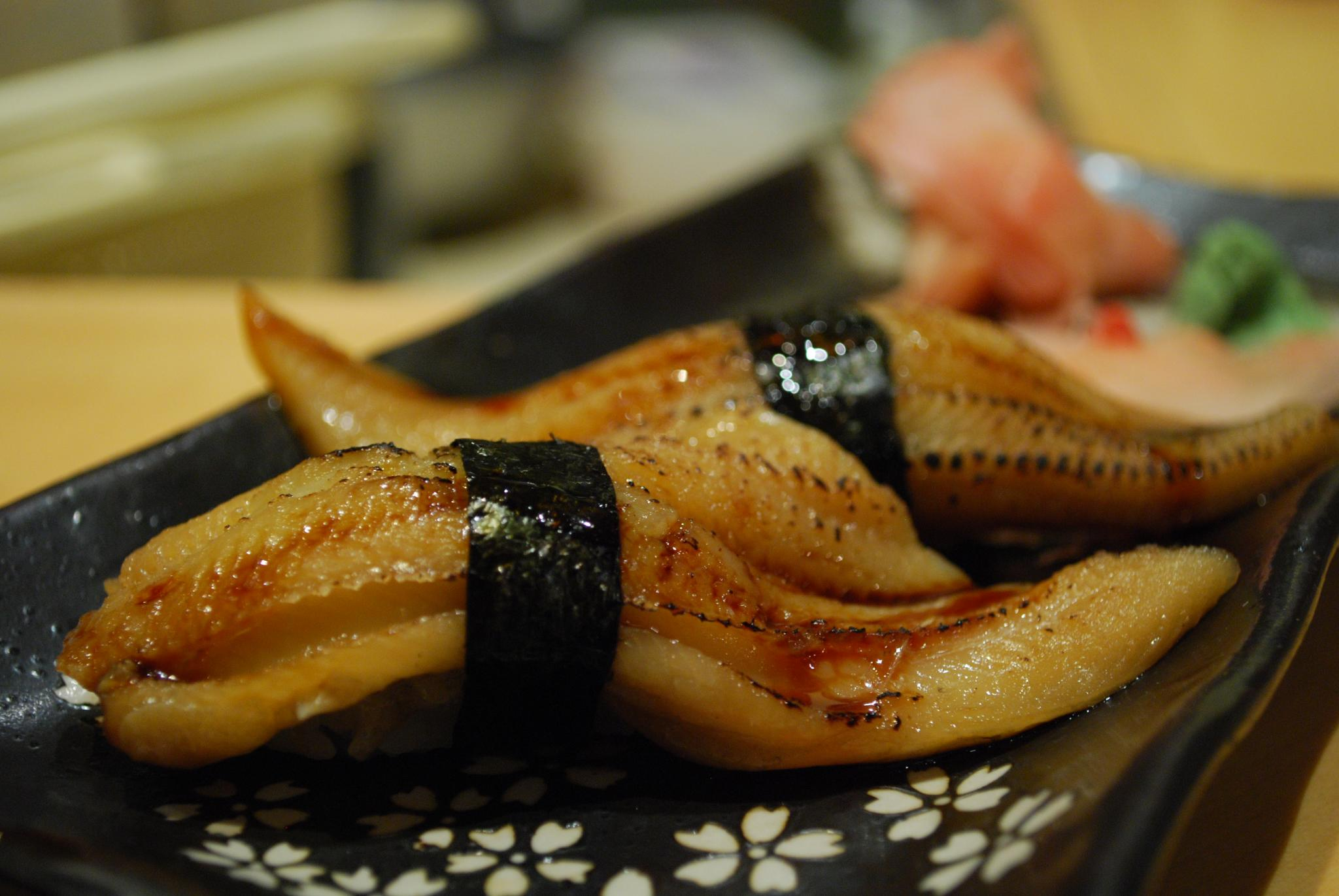
Anago sushi

## Impiego
Oltre all'impiego su nigiri sushi e in tempura, l'anago viene usato anche in molte preparazioni di origine regionale.

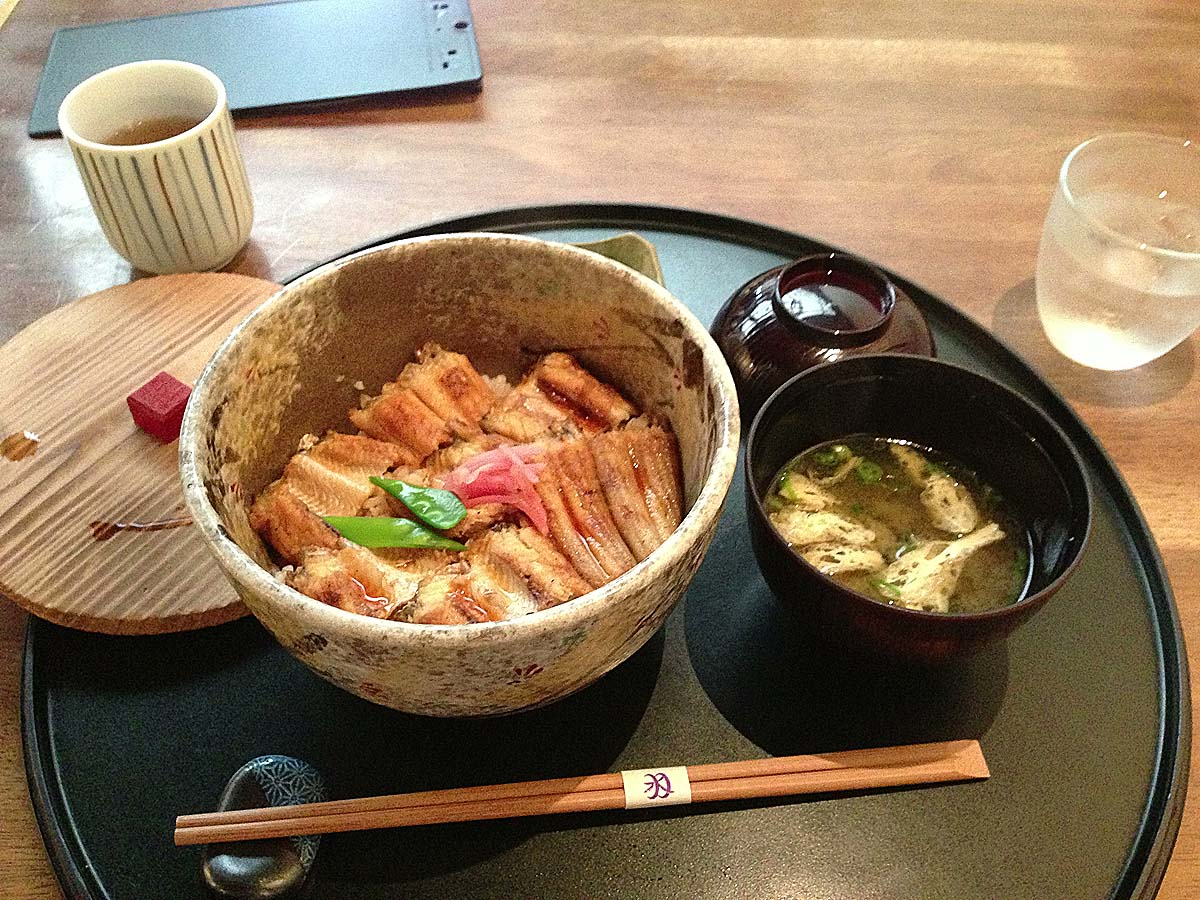
Anago meshi

Ad esempio l'Anago Meshi lo prevede grigliato e servito su riso in salsa agro-dolce. Il riso è cotto in un brodo preparato con alghe kombu, testa e ossa di questi pesci. L'origine del piatto è nell'Anago Donburi, piatto tipico dei pescatori del Setonaikai modificato durante il periodo Meiji, quando divenne un pasto venduto a pranzo nelle stazioni ferroviarie. Molto apprezzato il piatto divenne presto famoso e si diffuse su tutto il territorio nazionale lungo la linea ferroviaria Sanyō. Ancora oggi è molto popolare in Giappone ed è tutt’oggi venduto come pranzo nelle stazioni ferroviarie.
A Hiroshima viene tipicamente servito alla griglia con riso caldo. Anche le origini di questa preparazione risalgono all’epoca Meiji, quando lo si vendeva in contenitori bentō nelle stazioni ferroviarie.